# Briggs Motor Bodies
Briggs Motor Bodies war ein britischer Hersteller von Automobilkarosserien, der von 1930 bis 1953 bestand. Er war ein Tochterunternehmen der US-amerikanischen Briggs Manufacturing Company und hatte enge geschäftliche Beziehungen zu Ford of Britain. Briggs Motor Bodies produzierte in den 1930er- und 1940er-Jahren die meisten Standardkarosserien für die britische Ford-Niederlassung; Arbeiten für andere Hersteller wie z. B. Riley, Standard und Jowett spielten nur eine untergeordnete Rolle. 1953 wurde Briggs von Ford übernommen.

## Unternehmensgeschichte

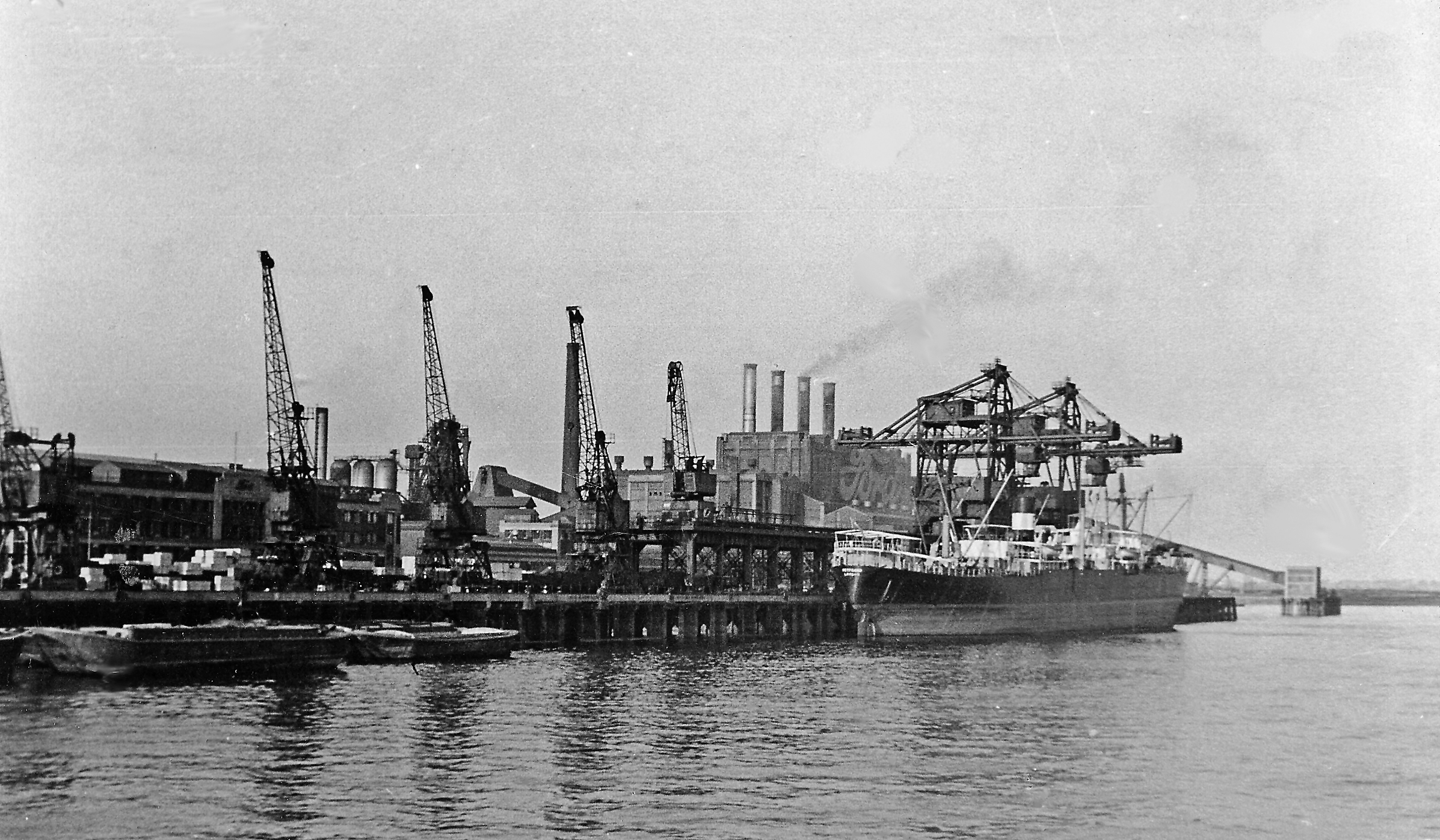
Ford-Werk in Dagenham

Walter Briggs (1877–1952) führte seit 1909 in Detroit, Michigan, die von ihm gegründete Briggs Manufacturing Company, die Karosserien für die größten US-amerikanischen Automobilhersteller baute, darunter seit 1910 auch immer wieder für den Ford-Konzern.
Briggs’ Entscheidung, ein Tochterunternehmen in Großbritannien zu gründen, hing eng mit den Expansionsbestrebungen der britischen Ford-Tochter zusammen. Ford war seit 1911 mit einem eigenen, in Trafford bei Manchester gelegenen Werk in Großbritannien vertreten. Chassis und Motoren wurden in dieser Zeit aus den USA importiert; die Aufbauten hingegen lieferten unabhängige britische Karosseriehersteller zu. 1931 verlagerte die britische Ford-Tochter ihre Produktionsstätten in den Londoner Stadtbezirk Dagenham. Hier entstand von 1929 bis 1931 das seinerzeit größte Autowerk Europas mit eigenem Tiefwasserhafen an der Themse. Um die Produktionsprozesse weiter zu vereinfachen, entschied sich Ford, künftig langfristig und in großem Umfang mit einem einzigen lokalen Karosseriebauunternehmen zusammenzuarbeiten. Britische Werke, die Fords Anforderungen gerecht wurden, gab es nicht. Industrielle Fertigung leisteten lediglich Carbodies in Coventry und Pressed Steel in Oxfordshire. Beide Unternehmen kamen für Ford nicht als Partner in Betracht: Sie hatten ihre Fertigungsanlagen in einiger Entfernung von London; Pressed Steel war darüber hinaus zeitweise an die konkurrierende Nuffield Organisation gebunden. Die zahlreichen anderen britischen Karosseriehersteller fertigten noch in Kleinserien und mit viel Handarbeit. Daher entschied sich Ford für die Kooperation mit einem neu gegründeten Unternehmen, das auf die eigenen Bedürfnisse zugeschnitten war. Die Entscheidung fiel für eine Partnerschaft mit Briggs.
1930 nahm Briggs Motor Bodies in Großbritannien den Betrieb auf. Die ersten Karosserien entstanden noch in Fords Trafford-Park-Komplex, wo Briggs einen Teil der Werkshallen bezog. Zur gleichen Zeit baute Briggs in Dagenham in unmittelbarer Nähe zu Fords neuer Fabrik eigene Werksanlagen. Ab 1932 waren die Briggs-Anlagen einsatzbereit. In den 1930er- und 1940er-Jahren gehörte Briggs mit Carbodies und Pressed Steel zu den größten Karosserieherstellern des Vereinigten Königreichs. Zeitweise unterhielt Briggs Zweigbetriebe in Southampton und Doncaster.
Nach dem Tod des Gründers Walter Briggs im Jahr 1952 verloren seine Unternehmen in den USA und in Großbritannien ihre Selbständigkeit. Während die amerikanische Briggs Manufacturing Company an den Chrysler-Konzern ging, wurde die britische Briggs Motor Bodies von Ford of Britain übernommen. Briggs’ Zweigwerk in Doncaster war für Ford ohne Nutzen; Ford verkaufte es daher an den Karosseriehersteller Fisher and Ludlow, der seinerseits kurz darauf von der British Motor Corporation übernommen wurde. Der Name Briggs verschwand daraufhin.

## Karosserien von Briggs

### Briggs und Ford
In den 20 Jahren ihres Bestehens arbeitete die Briggs Motor Bodies Ltd. schwerpunktmäßig für Ford of Britain. Das Unternehmen fertigte in dieser Zeit alle Standardkarosserien für die in Großbritannien gebauten Ford-Modelle. Damit zusammen fiel Fords Aufstieg zu einem der größten britischen Automobilhersteller: Während Ford bis 1930 jährlich lediglich vierstellige Produktionszahlen erreicht hatte, produzierte das Unternehmen danach zwischen 34.500 (1934) und 77.800 Autos (1938) pro Jahr. Teilweise erreichte Ford einen Marktanteil von 40 Prozent. Die Kooperation mit Briggs hatte einen wesentlichen Anteil an dieser Entwicklung: Aufgrund der hohen Industrialisierung und der Standardisierung der Aufbauten war Briggs in der Lage, täglich über 250 Karosserien zu produzieren. Kostenaufwendige Kleinserien oder Sondermodelle, die den Fertigungsprozess hätten beeinflussen können, baute Briggs für Ford nicht.

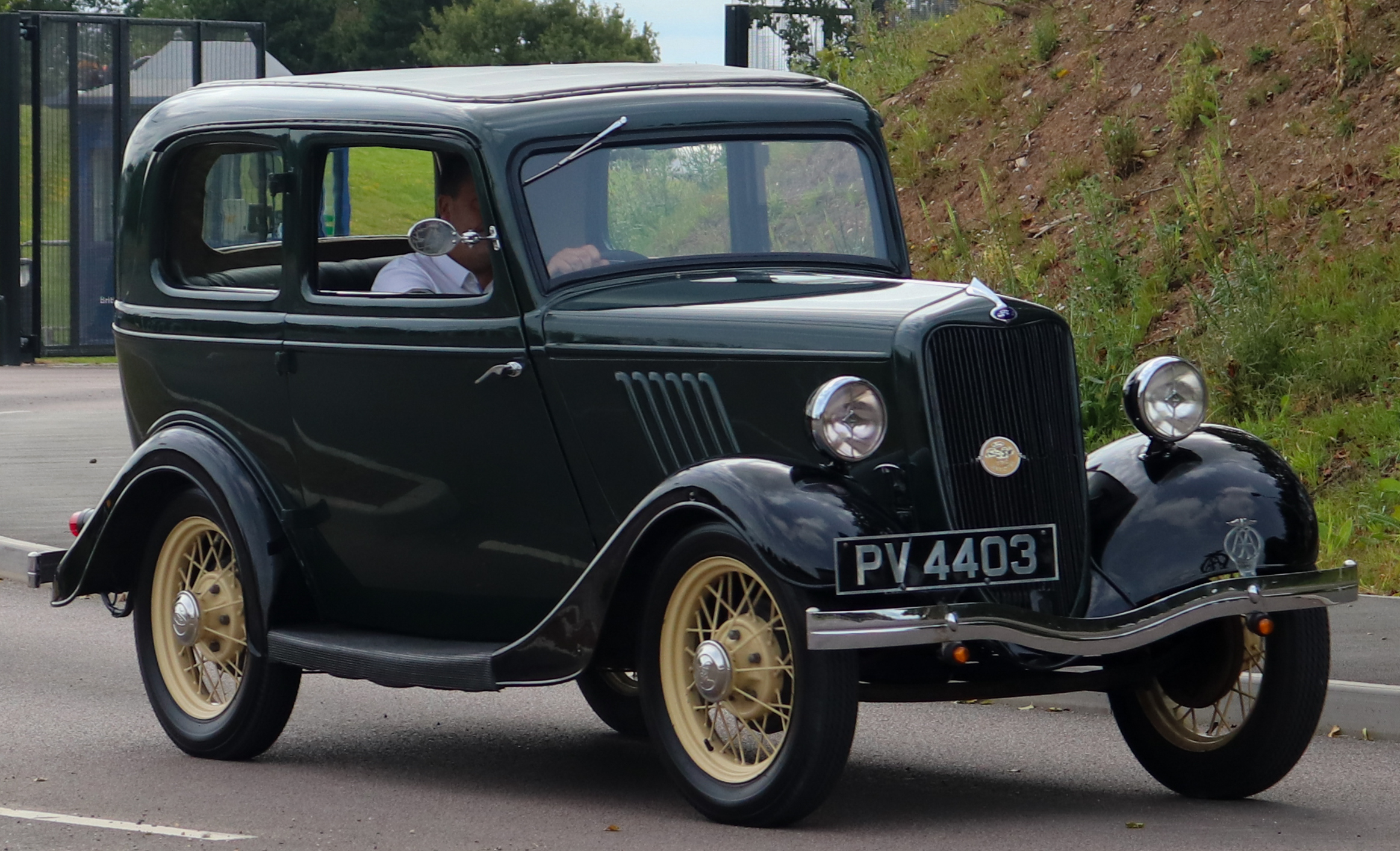
Ford Model Y (1938)
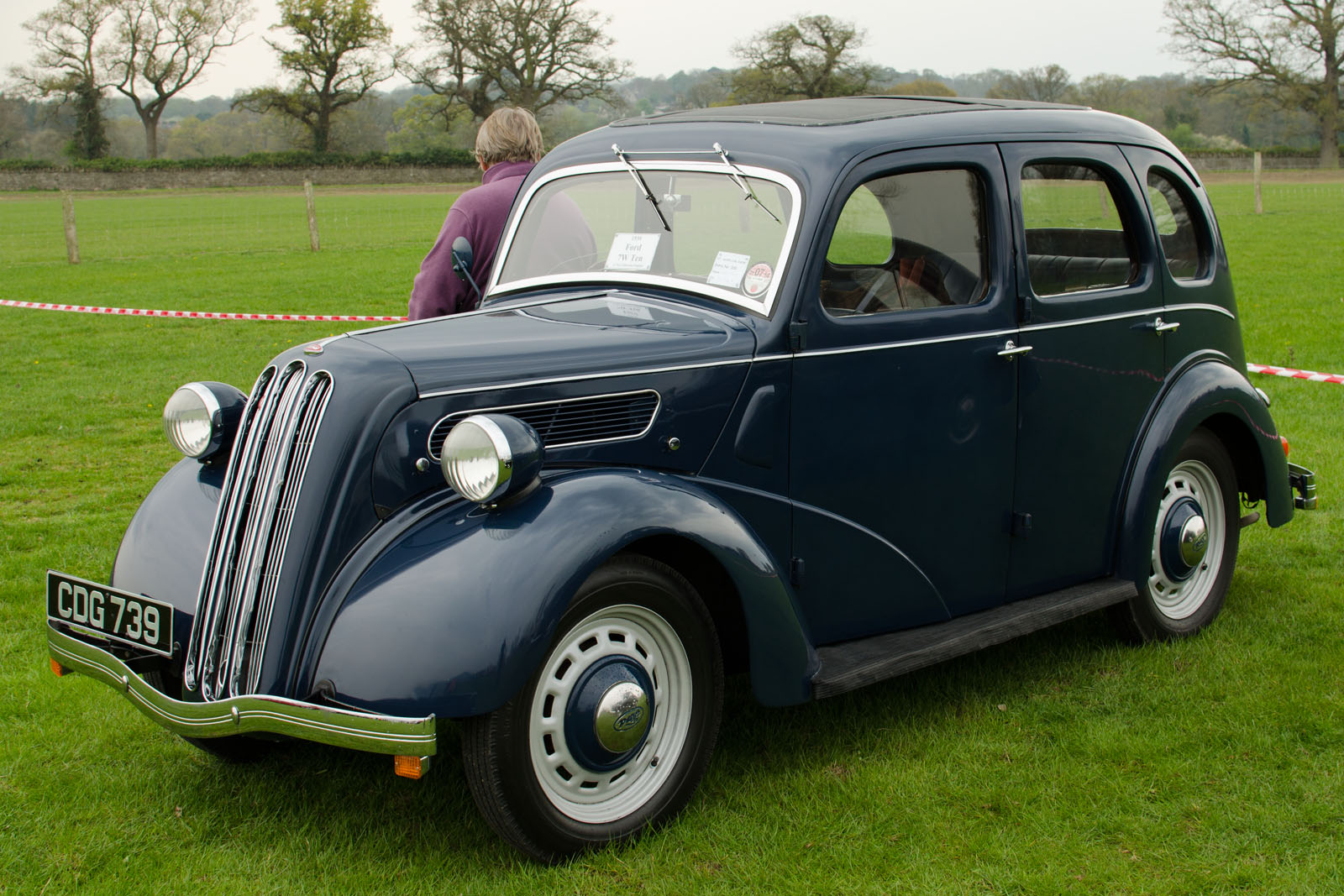
Ford Ten (1938)
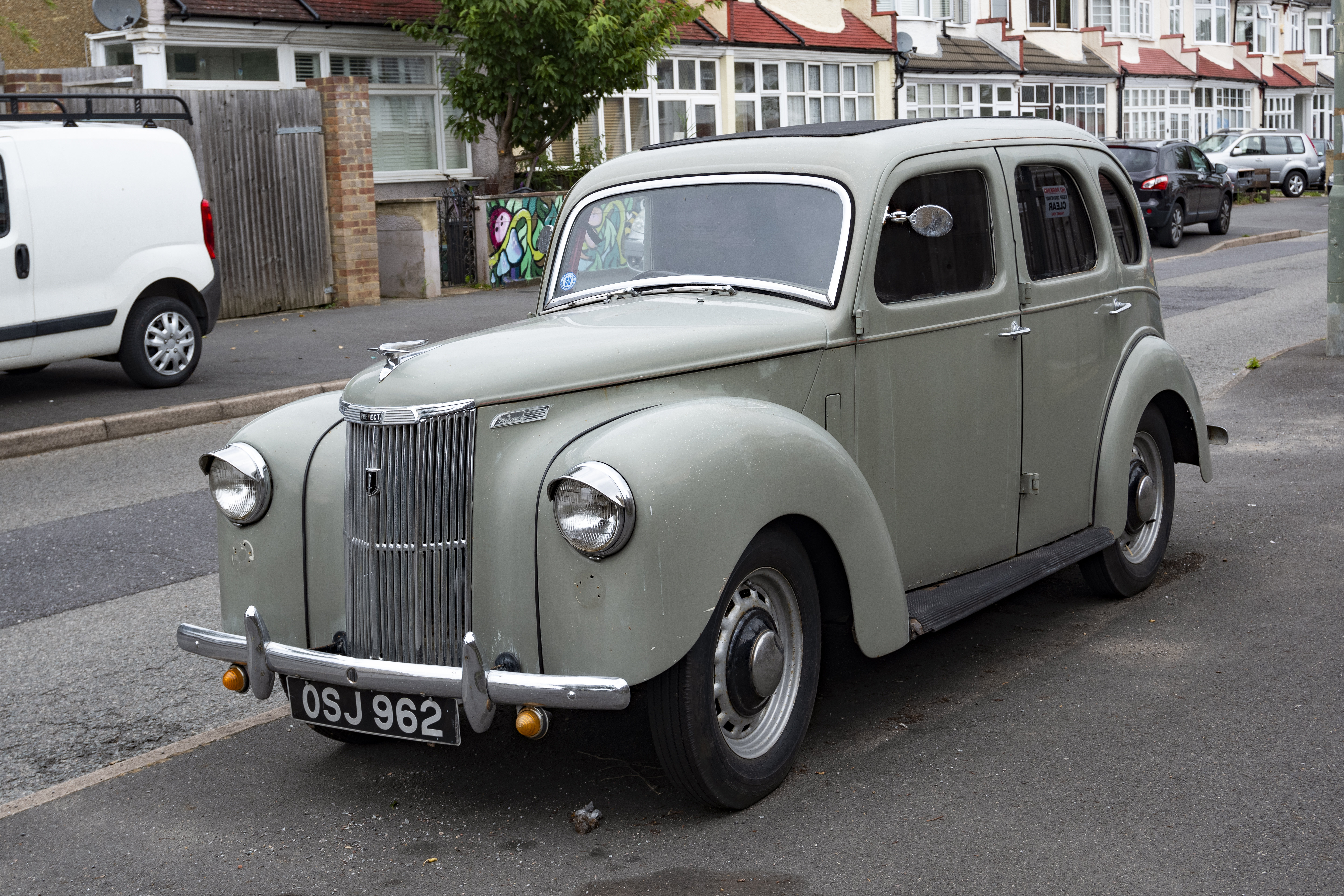
Ford Prefect (1950)
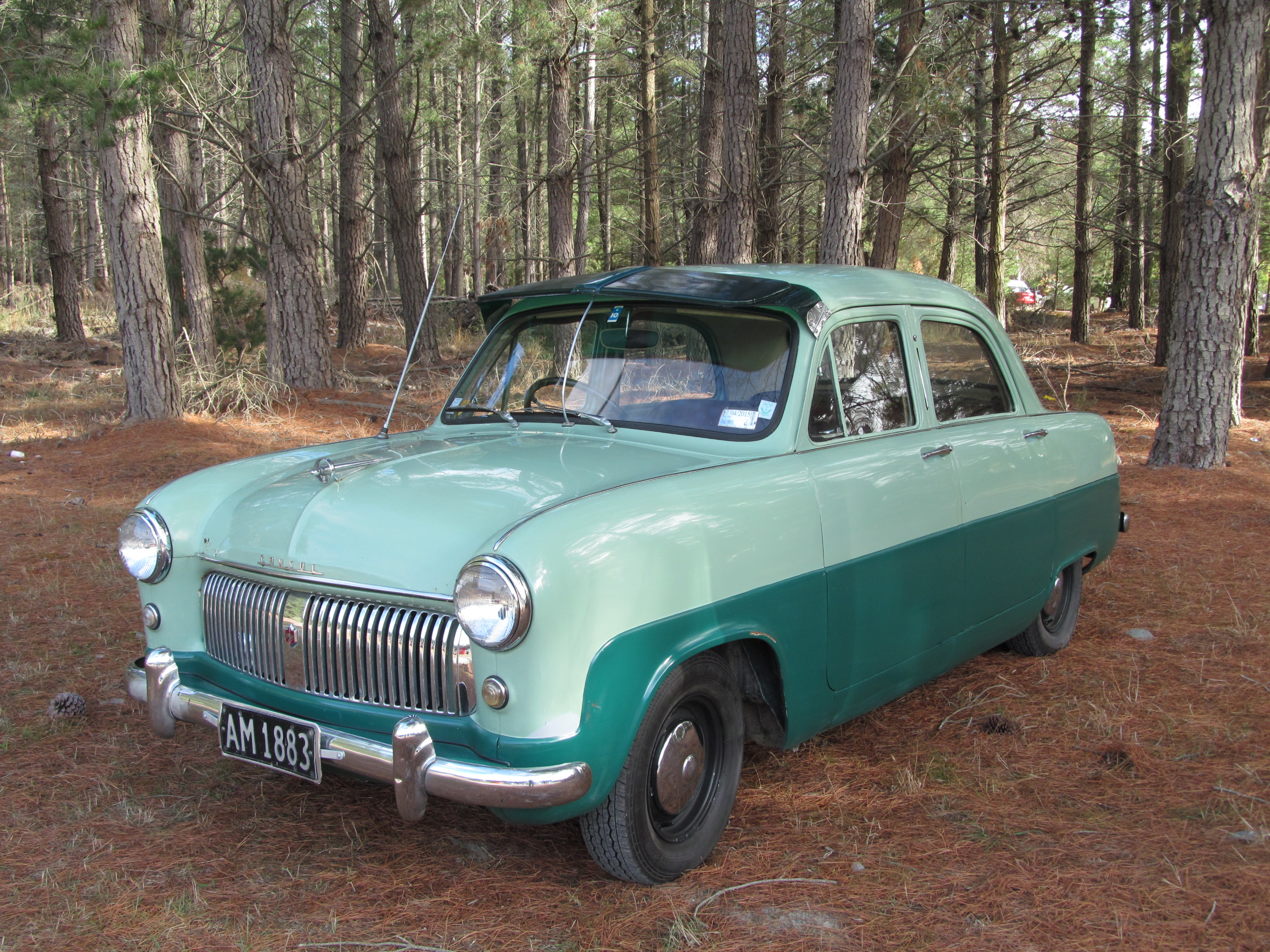
Ford Consul (1952)

### Riley
Von 1935 bis 1938 war Briggs in vergleichsweise geringem Umfang auch für den Automobilhersteller Riley aus Coventry tätig.
Riley baute seit dem Ende des Ersten Weltkriegs die meisten seiner Standardkarosserien selbst. Hierfür griff das Unternehmen zunächst auf Midland Motor Bodies zurück, einen 1918 ins Leben gerufenen Karosseriehersteller, der einem Mitglied der Riley-Familie gehörte und der 1931 vollständig in den Riley-Konzern integriert wurde. Aus wirtschaftlichen Gründen ließ Riley ab 1935 einzelne Karosserieserien von Briggs bauen. Das betraf zunächst die Limousine Merlin, die für die Chassistypen Riley 9 und 12/4 erhältlich war und beim Riley 9 die Baureihe Monaco ersetzte. 1935 verkaufte sich der Merlin gut; 1936 ließ das Interesse der Kunden allerdings nach. Riley lagerte daraufhin zahlreiche Briggs-Karosserien ein. 1937 erschien das Merlin-Design für das 12/4-Chassis unter der neuen Bezeichnung Falcon. Einige Falcons hatten Karosserien, die 1936 noch als Merlin gebaut worden waren. Übrig gebliebene Merlin-Karosserien wurden 1937 und 1938 außerdem für die neu eingeführte Victor-Reihe verwendet, die wiederum für das 9- und das 12/4-Chassis erhältlich war. Ob Briggs überhaupt neue Karosserien für die Victor-Reihe baute, ist unklar. Die letzte Riley-Reihe, für die Briggs Karosserien baute, war der Touring Saloon von 1937. Er unterschied sich von den bisherigen Briggs-Karosserien vor allem durch einen deutlich größeren, aufgesetzten Kofferraum.
Bis 1938 baute Briggs insgesamt etwa 3000 Karosserien für Riley. Absatzschwierigkeiten und zunehmender Lagerbestand speziell an Briggs-Karosserien brachten Riley in wirtschaftliche Schwierigkeiten. Als das System der Lagerhaltung 1937 „außer Kontrolle geriet“, kam es im Februar 1938 zur Insolvenz Rileys und zur Übernahme durch die Nuffield Organisation.

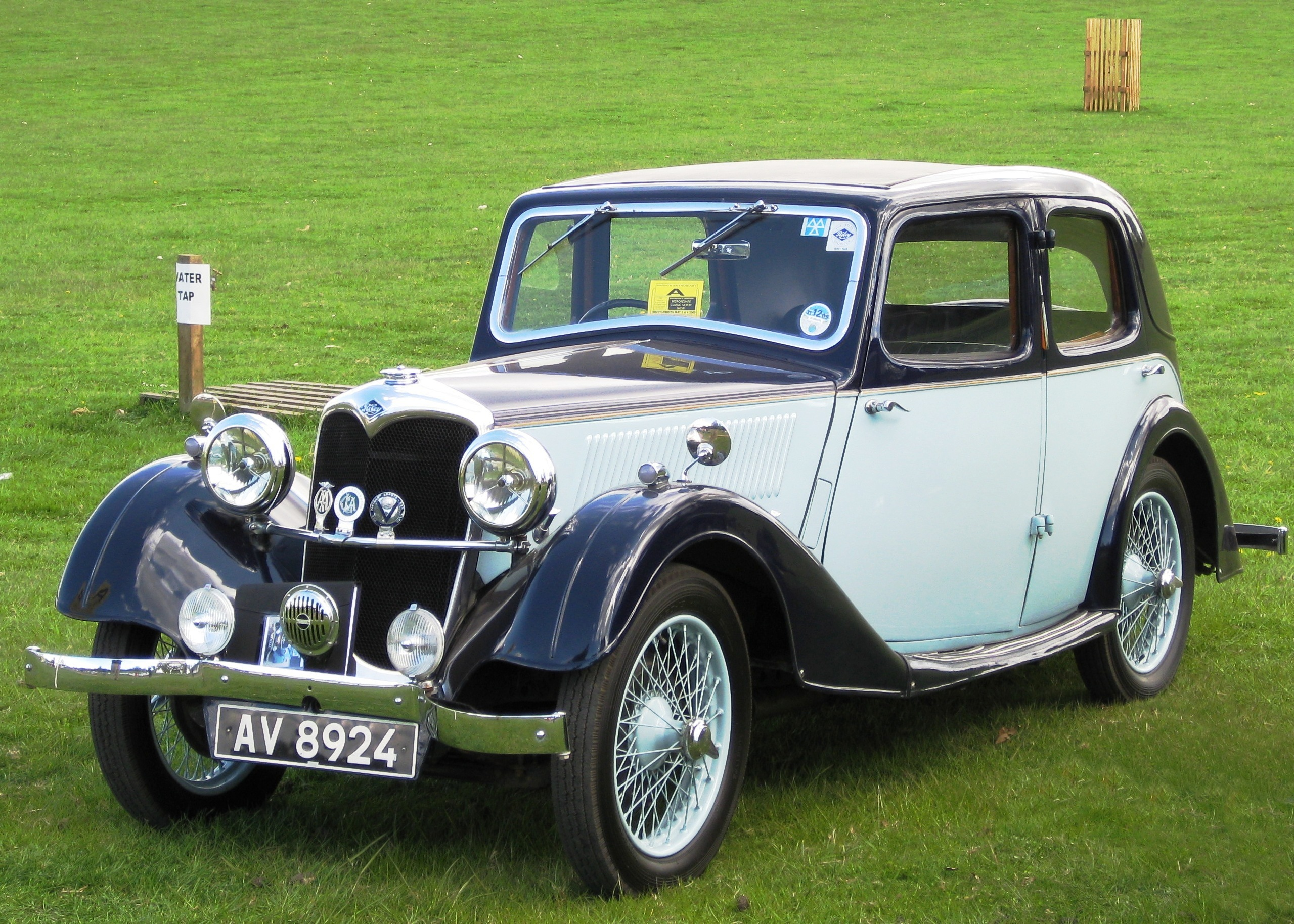
Riley Merlin (1936)
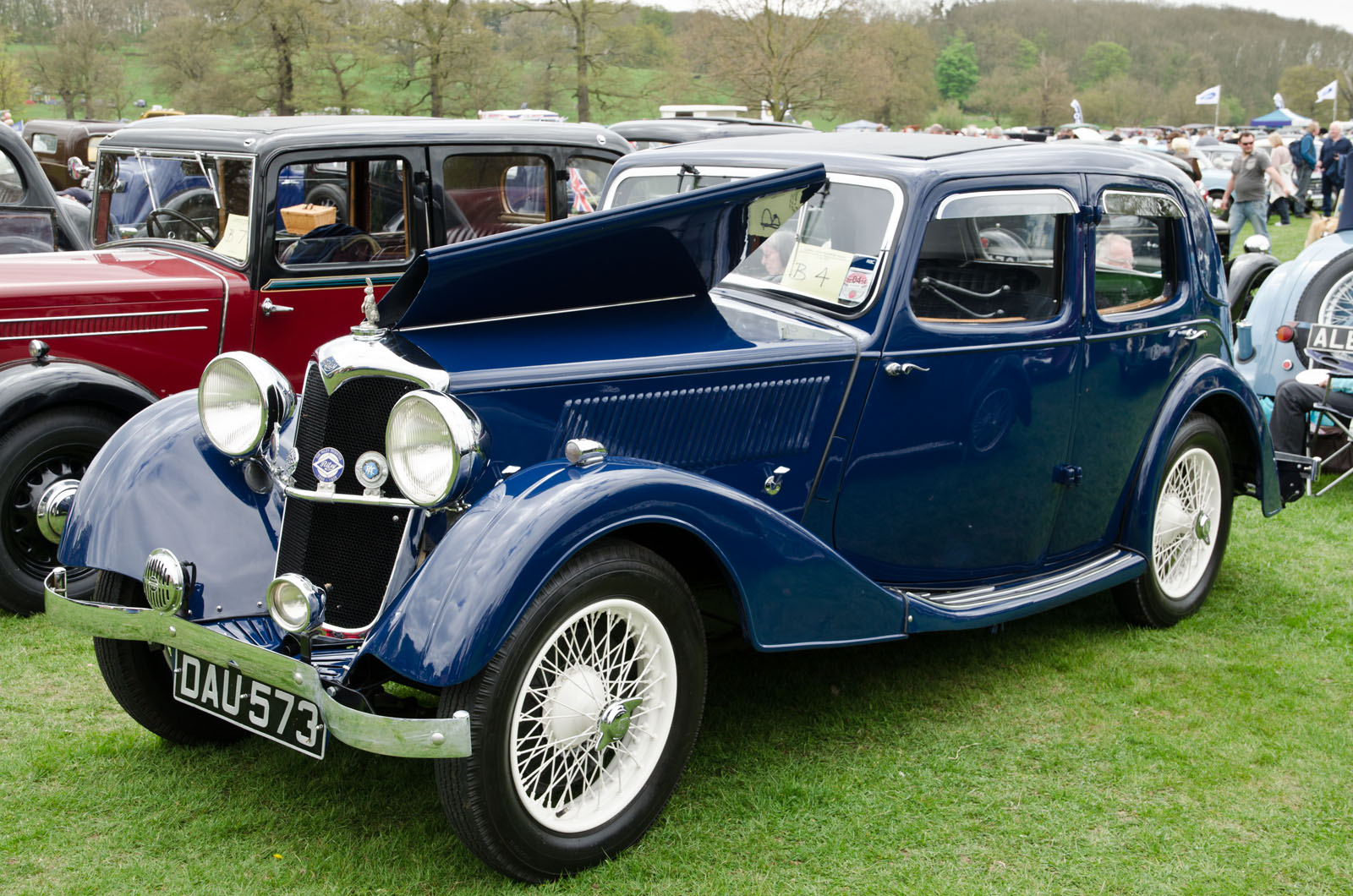
Riley Falcon (1937)
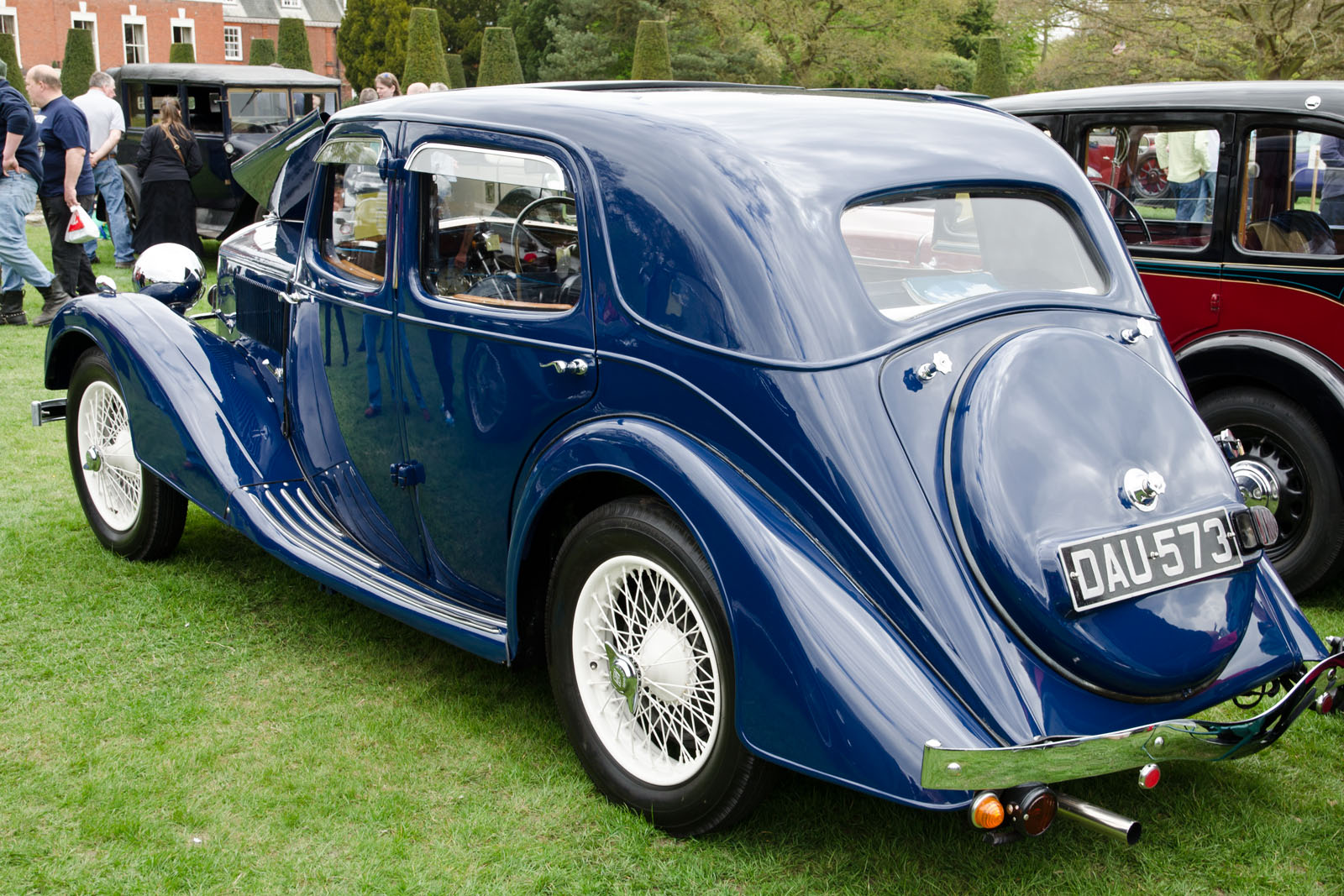
Riley Falcon (1937)
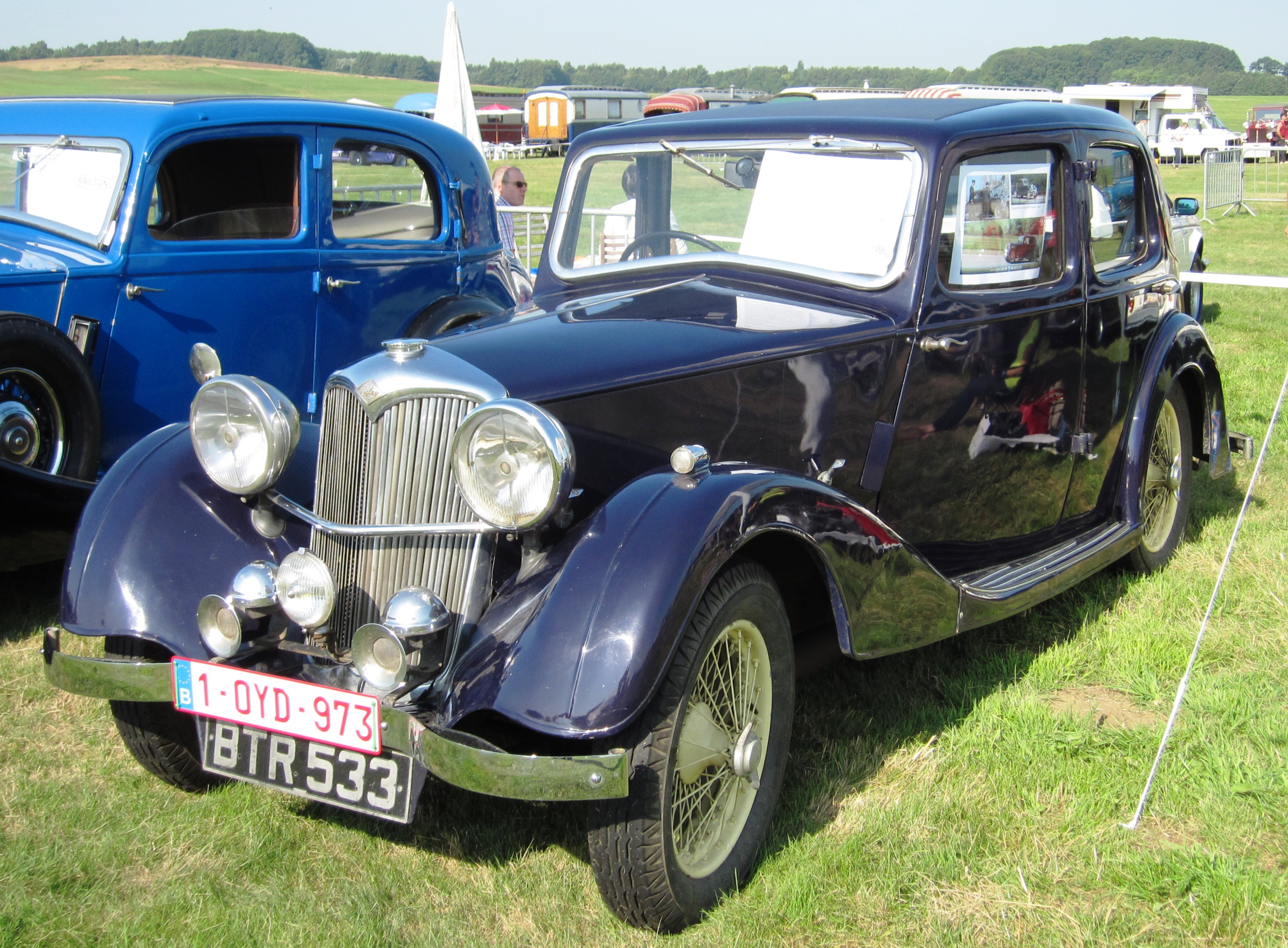
Riley Touring Saloon (1938)

### Standard

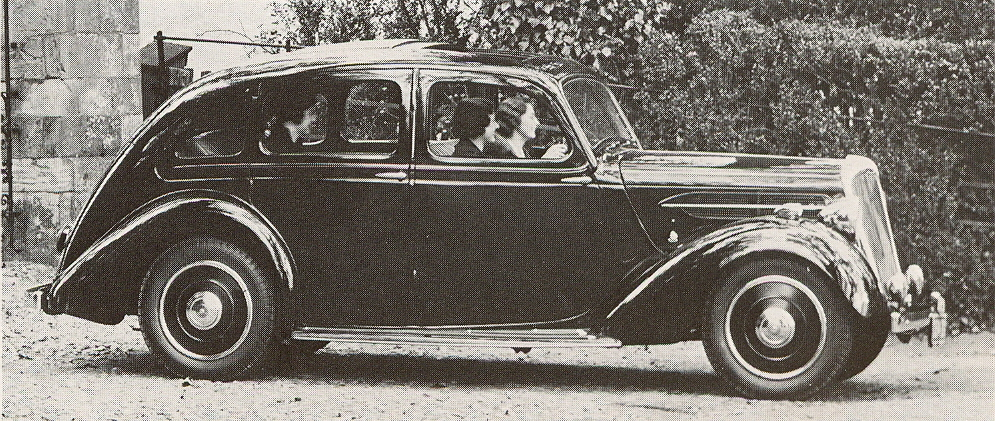
Standard Flying 20 mit Briggs-Karosserie (1936)

1935 brachte die Standard Motor Company aus Coventry die Modellreihe Flying 12, Flying 16 und Flying 20 heraus. Die einzelnen Modelle unterschieden sich im Radstand und in der Motorisierung voneinander. Werksseitig waren sie mit einer viertürigen Stahlkarosserie ausgestattet, deren Design im Englischen als Semi-Streamlined (wörtlich: halb-stromlinienförmig) bezeichnet wird. Kennzeichnend ist das abgerundete Beetle-Back. Der von Arthur Ballard gestaltete Aufbau wurde bei seiner Präsentation als Sensation wahrgenommen. Die Werkskarosserien, die für die Flying 12, 16 und 20 weitgehend gleich waren, wurden bis zur Einstellung der Reihe 1939 ausnahmslos bei Briggs produziert. Ob Briggs auch die Karosserien auf die einzelnen Chassis baute, ist unklar. Neben der Briggs-Karosserie war auch ein konservativer gestalteter Limousinenaufbau von New Avon erhältlich, der teurer war als die Briggs-Version.

### Jowett
Der 1906 gegründete Kleinwagenhersteller Jowett brachte 1946 das kompakte Nutzfahrzeug Bradford heraus, das als Van und als zweisitziges Pick-up erhältlich war. Die Karosserien produzierte Briggs. Bis 1953 entstanden etwa 38.000 Autos. Ebenfalls 1946 erschien als eines der ersten neu konstruierten Autos der Nachkriegszeit die viertürige Limousine Javelin, mit der Jowett in den Markt der oberen Mittelklasse einsteigen wollte. Auch hier baute Briggs die Karosserien, allerdings nicht in Dagenham, sondern im Zweitwerk Doncaster. Das aufwendig konstruierte Fahrzeug, das sowohl beim Fahrwerk als auch beim Motor einige ambitionierte Lösungen enthielt, erfüllte die Erwartungen Jowetts nicht. In sieben Jahren entstanden insgesamt nur 23.000 Fahrzeuge. Die Produktion des Javelin endete 1953 als Folge des Verkaufs des Doncaster-Werks an Fisher and Ludlow.

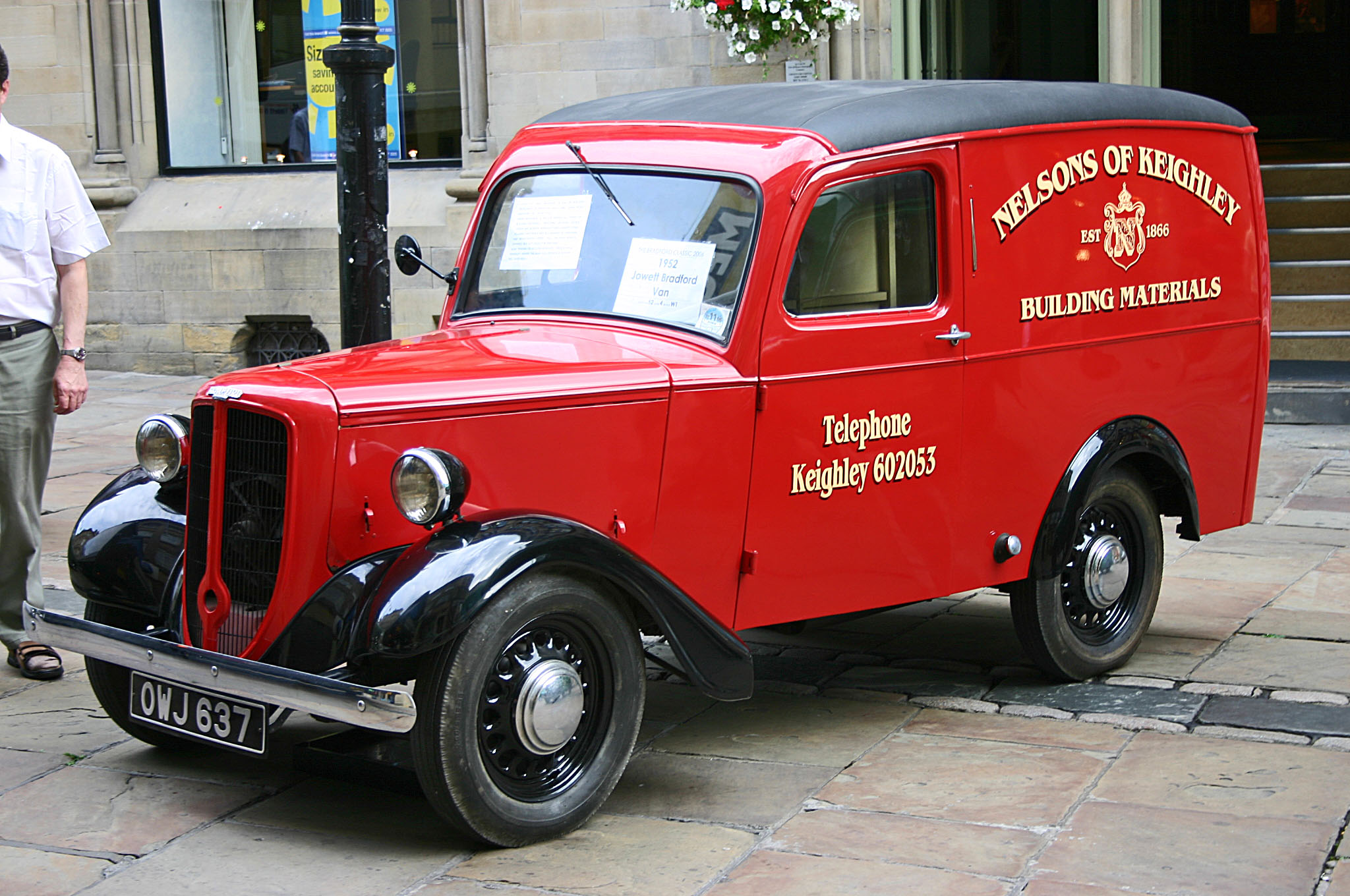
Jowett Bradford Van
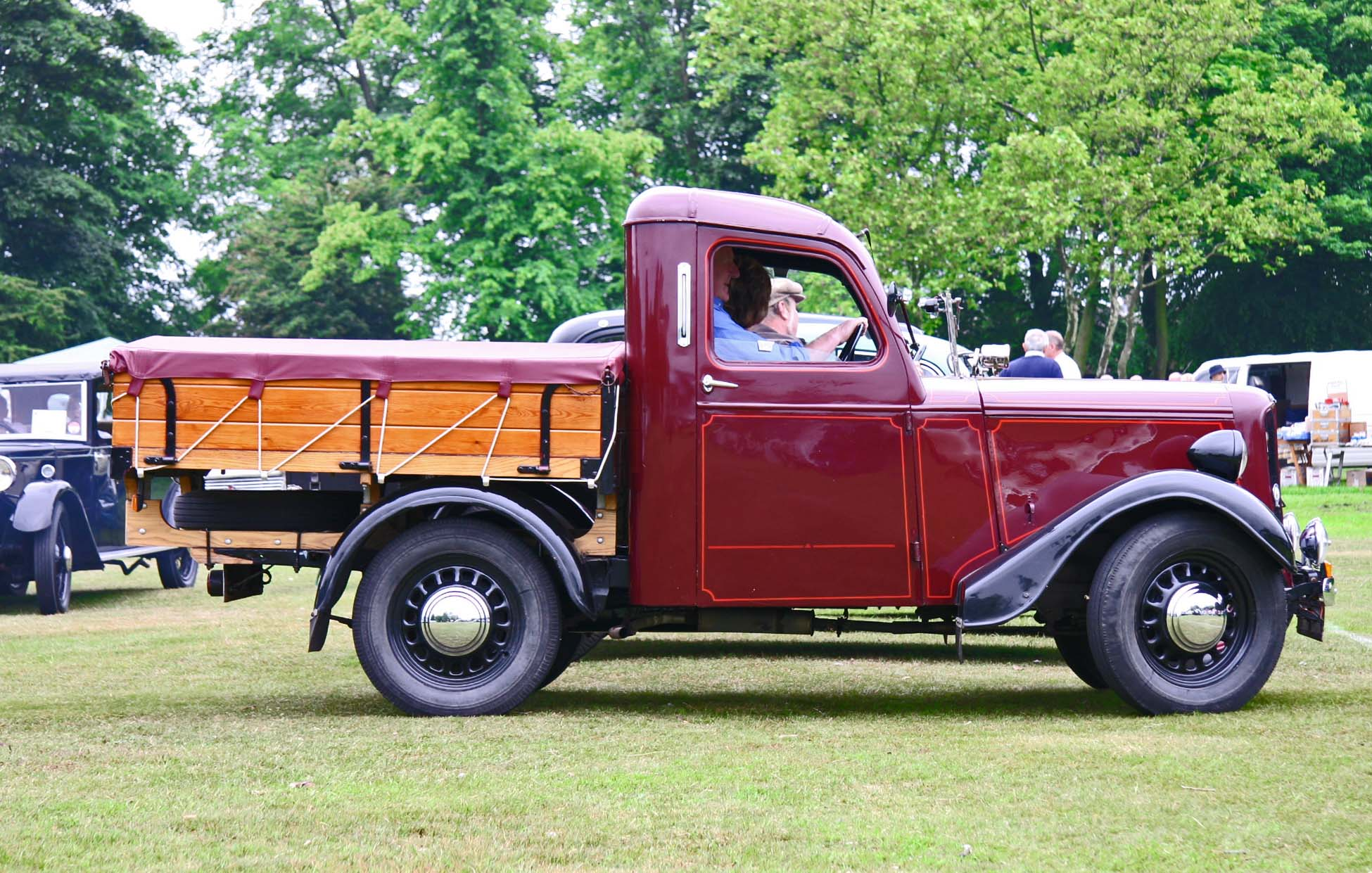
Jowett Bradford Pickl-up
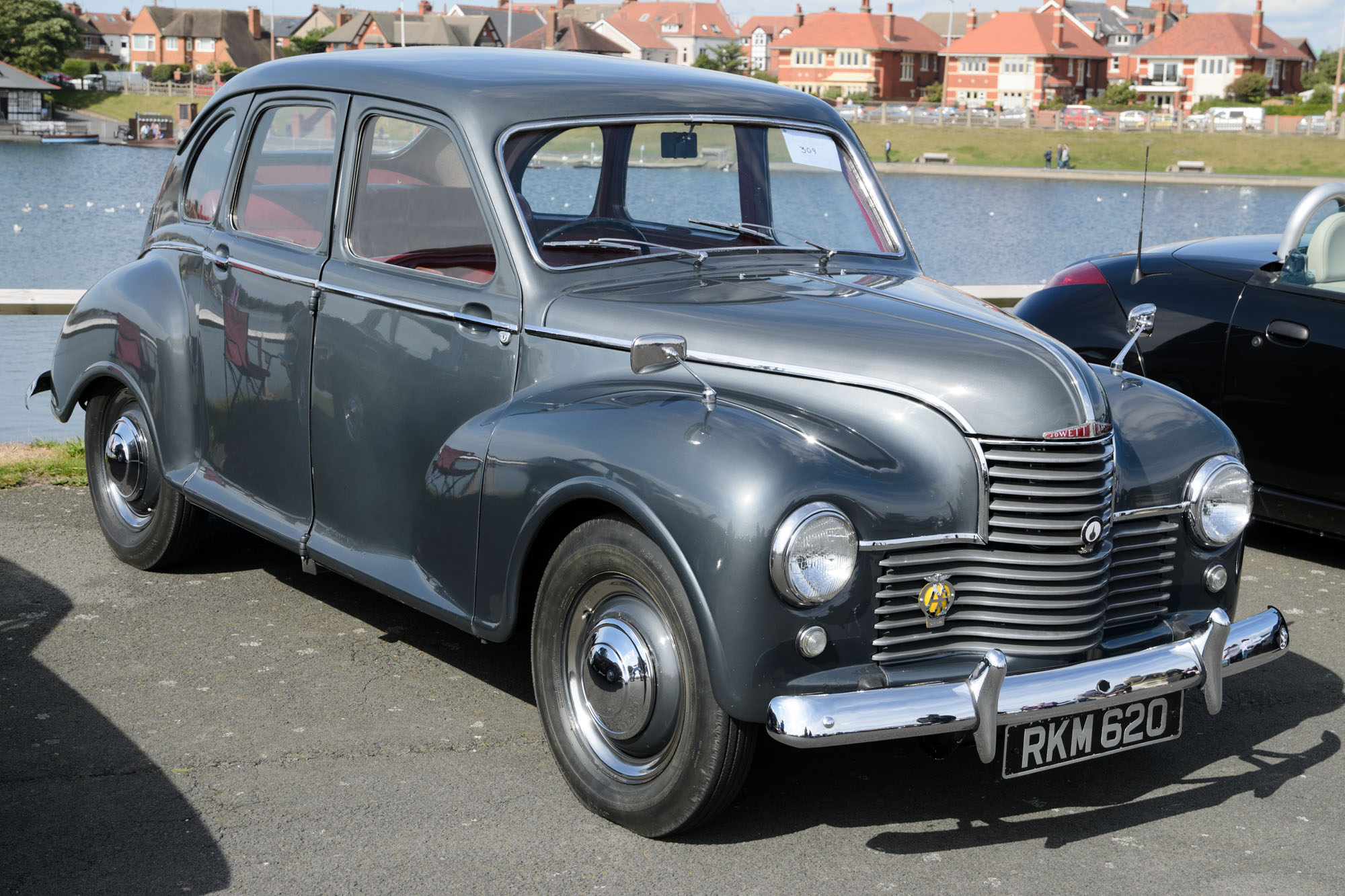
Jowett Javelin